# F.C. De Kampioenen 3: Forever
F.C. De Kampioenen 3: Forever (ook bekend als F.C. De Kampioenen 3: Kampioenen Forever) is een  Vlaamse film uit 2017 van Skyline Entertainment, geregisseerd door Jan Verheyen. De film is het vervolg op F.C. De Kampioenen 2: Jubilee General uit 2015 en de derde langspeelfilm gebaseerd op de televisieserie F.C. De Kampioenen.

## Verhaal
DDT heeft aan zijn ongeval op het einde van Jubilee General een grote smak geld overgehouden en is opnieuw een garage begonnen. De aartsvijand van De Kampioenen lijkt zijn leven te hebben gebeterd en stelt behalve Fernand ook Doortje en Carmen tewerk. Terwijl Marc en Bieke bij DDT Oké Cars een reportage draaien voor de inmiddels opgerichte tv-zender Hallo Teevee, wordt Boma in zijn worstenfabriek gearresteerd op verdenking van een zware inbreuk tegen de voedselveiligheid. De klacht lijkt gegrond en drijft Boma ertoe F.C. De Kampioenen aan DDT te verkopen, om zo zijn borgsom te kunnen betalen en voorwaardelijk vrij te komen.
Al snel blijkt DDT zijn oude streken nog niet te zijn verleerd. Hij wreekt zich op De Kampioenen door de hele ploeg te ontslaan en te vervangen door sterke, jonge spelers. Ze slagen er wel in om het met hem op een akkoord te gooien: als De Kampioenen een match kunnen winnen van DDT's nieuwe team, dan mogen ze hun ploegnaam behouden. Hierop oppert Pol het idee om naar Afrika te trekken en er nog sterkere spelers te gaan scouten. De reis wordt een groots avontuur, niet het minst voor Xavier die oog in oog komt te staan met een krokodil, en voor Oscar, die er opnieuw de liefde vindt en uiteindelijk zal besluiten om niet meer naar België terug te keren. Pascale verneemt intussen van de dorpelingen dat Maurice er vroeger nog als missionaris actief is geweest en eigenlijk nooit is uitgetreden, wat hun huwelijk onwettig maakt... een fout die zonder veel erg ter plekke wordt rechtgezet.
De Kampioenen keren tot hun spijt van een kale reis terug - de jonge talenten die Pol zich uit zijn Afrikaanse periode herinnerde, zijn allemaal al naar internationale topploegen verkast - en beginnen met knikkende knieën aan de galawedstrijd tegen het team van DDT. Ze dreigen genadeloos ten onder te gaan, totdat Bieke op een accidentele video-opname uit DDT's garage stoot waaruit blijkt dat hij en Fernand achter de vergiftiging in Boma's fabriek zitten. De spelers van DDT zijn verbolgen en geven forfait, waardoor De Kampioenen alsnog de wedstrijd winnen en kunnen blijven bestaan. 
In een epiloog is tot slot te zien hoe het De Kampioenen vele jaren later vergaat. Terwijl Ronaldinho een groep jeugdige spelers traint die verdacht veel gelijkenissen vertoont met de vertrouwde Kampioenen, supportert de inmiddels hoogbejaarde oude garde aan de zijlijn. Paulien baat inmiddels het clublokaal uit, DDT en Fernand slijten de rest van hun dagen in de gevangenis en Oscar leeft nog steeds een gelukkig bestaan in Afrika.

## Rolverdeling

### Hoofdrollen
| Acteur              | Personage             |
| ------------------- | --------------------- |
| Marijn Devalck      | Balthasar Boma        |
| Danni Heylen        | Pascale De Backer     |
| An Swartenbroekx    | Bieke Crucke          |
| Ann Tuts            | Doortje Van Hoeck     |
| Loes Van den Heuvel | Carmen Waterslaeghers |
| Johny Voners        | Xavier Waterslaeghers |
| Herman Verbruggen   | Marc Vertongen        |
| Carry Goossens      | Oscar Crucke          |
| Tuur De Weert       | Maurice de Praetere   |
| Ben Rottiers        | Pol De Tremmerie      |
| Jacques Vermeire    | Dimitri De Tremmerie  |
| Jaak Van Assche     | Fernand Costermans    |
| Niels Destadsbader  | Ronald Decocq         |
| Machteld Timmermans | Goedele Decocq        |

### Bijrollen
| Acteur                | Personage                    |
| --------------------- | ---------------------------- |
| Billie Verbruggen     | Paulien Vertongen            |
| Luk D'Heu             | Freddy Van Overloop          |
| Aminata Demba         | Jolie                        |
| Stella Kitoga Bitondo | Gratienne                    |
| Guga Baùl             | gevangene                    |
| William Boeva         | gevangene                    |
| Xander De Rycke       | gevangene                    |
| Gunter Lamoot         | gevangene                    |
| Jeroen Lenaerts       | politieagent Tim Cremers     |
| Raf Jansen            | politieagent Dieter Van Aert |
| Ben Van Ostade        | politieagent                 |
| Jeroen Maes           | laborant                     |
| Justine De Jonckheere | stewardess                   |
| Ruben Van Gucht       | cameo                        |
| Jean-Marie Dedecker   | cameo                        |
| Jan Vertonghen        | cameo                        |
| Ben Crabbé            | cameo                        |
| Walter Damen          | cameo                        |
| Frank De Bleeckere    | cameo                        |
| Julie Vermeire        | figurante                    |

## Achtergrond

### Ontwikkeling
Enkele weken nadat F.C. De Kampioenen 2: Jubilee General in de bioscoop werd uitgebracht, werd beslist dat er een derde film gebaseerd op F.C. De Kampioenen moest komen, die eind 2017 in de bioscoop te zien moet zijn. Tevens werd bekendgemaakt dat ook de nieuwe film zou geregisseerd worden door Jan Verheyen en acteurs Carry Goossens en Jacques Vermeire ook in de derde Kampioenen-film te zien zouden zijn.
In het najaar van 2016 vertelde actrice en scenarist An Swartenbroekx in een interview dat het scenario bijna rond was en de derde film zich grotendeels in Zuid-Afrika zal afspelen.
Eind maart 2017 maakte productiehuis Skyline Entertainment de titel van de film bekend.

### Opnamen
Op 9 mei 2017 trok de productie voor een maand naar Zuid-Afrika, waar de opnamen plaatsvonden van het Afrikaanse luik van het scenario.
In juni 2017 gingen de opnamen in Vlaanderen van start. De productie hield o.a. halt aan de oude melkerij in Overmere, die opnieuw dienst doet als de fabriek van Boma. Een voormalige Ford-garage te Eeklo werd omgebouwd tot de nieuwe garage van DDT. Eind juni 2017 hield de productie halt in de Broederschool te Sint-Niklaas, die ook in de derde Kampioenenfilm dienst doet als gevangenis. Een oud café in Meldert deed dienst als kantine.
Begin juli 2017 vonden de laatste opnamen plaats in het stadion van STVV.

### Promotie
Eind juni 2017 gaf de productie een teaser van de film vrij. De trailer van de film werd op 15 september 2017 vrijgegeven. Op 12 december ging de grote première door in Kinepolis Antwerpen. Daarnaast zijn de Kampioenen op tour gegaan, om hun nieuwste film voor te stellen in de Vlaamse bioscopen.
Op 20 april 2018 is de film uitgekomen op dvd en blu-ray. De blu-rays werden echter teruggeroepen, wegens een technische probleem met de schijfjes, waardoor na ca. 30 minuten de klank wegviel.

## Prijzen
Op het gala van de gouden K's 2017 op  3 februari 2018 heeft F.C. De Kampioenen 3: Forever de prijs gewonnen in de categorie "Bioscoopfilm van het jaar". 